# The Migil 5
The Migil 5 (ofta skrivet The Migil Five), brittisk ska/popgrupp bildad 1960 i London. Medlemmar i gruppen var Red Lambert (gitarr), Alan Watson (saxofon), Gil Lucas (piano), Lennie Blance (basgitarr), och Mike Felix (trummor, sång). Gruppen startade som kompgrupp till en blind sångare och i början var endast Blance och Lucas fasta medlemmar.
Gruppen fick skivkontrakt på Pye Records. De fick sitt genombrott försommaren 1964 med en ska-version insprerad av Les Pauls och Mary Fords version av "Mockin' Bird Hill" och blev därmed en av de första vita grupperna som spelade ska. Låten var en mindre hit i Sverige och låg några veckor på Kvällstoppen. Uppföljarsingeln "Near You" placerade sig också bra på brittiska singellistan, men sedan blev det inga fler framgångar.
Gruppen upplöstes 1968.

## Diskografi
Studioalbum
- Mockin' Bird Hill (1964)
- Come Dancing With The Migil Five (1969)

Singlar
- "Maybe" / "Can't I?" (1963)
- "Boys And Girls" / "I Saw Your Picture" (1964)
- "Near You" / "Don't Wanna Go On Shaking" (1964)
- "Mockin' Bird Hill" / "Long Ago And Far Away" (1964)
- "One Hundred Years" / "I'm In Love Again" (1965)
- "Pencil And Paper" / "Nevertheless (I'm In Love With You)" (1966)
- "If I Had My Way" / "Somebody's Stolen The Moon" (1968)

EP
- Meet the Migil 5 (1964)